# Вернянка
Верня́нка — село в Україні, у Липовецькій міській громаді Вінницького району Вінницької області.
Населення на 2001 рік становило 71 особу. 
На 1 січня 2025 року - 21 людина.
Наразі в селі майже не залишилось постійних мешканців, заселеними залишаються менше 10 будинків.

## Історія
За підрахуками Ольги Романівни Довгалюк (1912 р.н.) під час Голодомору 1932-1933 років у Вернянці померло 96 мешканців. Повимирали сім'ї Юрчуків, Надворецьких, Тимчаків. Також в архівних матеріалах зберігся лист жителя села від 16.12.1931 за підписом «Прохач Громик Захарко Іванів», у якому той, втративши працездатність через контрактуру лівого коліна, прохав про хліб.
12 червня 2020 року, розпорядженням Кабінету Міністрів України № 707-р «Про визначення адміністративних центрів та затвердження територій територіальних громад Вінницької області», увійшло в Липовецьку міську громаду.
19 липня 2020 року, в результаті адміністративно-територіальної реформи та ліквідації Липовецького району, село увійшло до складу Вінницького району.